# 連山チワン族ヤオ族自治県
連山チワン族ヤオ族自治県（れんざん-チワンぞく-ヤオぞく-じちけん；チワン語: Lenzsanh）は中華人民共和国広東省清遠市に位置する自治県。

## 歴史
506年（天監5年）に南朝梁により設置された広徳県を前身とする。590年（開皇10年）、隋朝により広徳県は広沢県と改称されたが、601年（仁寿元年）、当時皇太子であった楊広の諱を避けるために連山県と改称された。
1148年（紹興18年）、北宋により連山県は程山県と改称された。元初に再び連山県の称にもどされた。1816年（嘉慶21年）、清朝により連山県は連山綏瑶直隷庁と改編されたが、1912年（民国元年）、連山県と改編された。
中華人民共和国が成立すると1953年3月に連南ヤオ族自治県と合併し、県級の連南ヤオ族自治区が成立したが、1954年2月に連山県が分割されて復活した。1955年9月に連南ヤオ族自治区は連南ヤオ族自治県と改編された。1958年5月に連山県は連山チワン族ヤオ族自治県と改編された。1959年3月、連県・陽山県・連南ヤオ族自治県・連山チワン族ヤオ族自治県が合併し、連陽各族自治県が成立した。1960年12月、陽山県が分割され、連陽各族自治県は連州各族自治県と改称された。1961年10月、連州各族自治県が分割され、連県・連南ヤオ族チワン族自治県が成立、韶関地区の管轄とされた。1962年3月、連南ヤオ族チワン族自治県が分割され、連山チワン族ヤオ族自治県・連南ヤオ族自治県が成立した。1988年1月に清遠市に移管された。

## 行政区画
下部に7鎮を管轄する
- 永和鎮、吉田鎮、太保鎮、禾洞鎮、福堂鎮、小三江鎮、上帥鎮